# Sorbus dolomiticola
Sorbus dolomiticola är en rosväxtart som beskrevs av V. Mikolas. Sorbus dolomiticola ingår i släktet oxlar, och familjen rosväxter. Inga underarter finns listade i Catalogue of Life.